# Беллини, Джентиле
Джентиле Беллини (итал. Gentile Bellini; около 1429, Венеция — 23 февраля 1507, Венеция) — итальянский живописец и скульптор-медальер периода кватроченто эпохи итальянского Возрождения. Представитель венецианской школы. Сын и ученик Якопо Беллини, старший брат Джованни Беллини, зять Андреа Мантеньи. Руководил семейной мастерской, но со временем его затмил своей славой младший брат Джованни.

## Биография
Беллини Джентиле родился около 1429 года в Венеции и был крещён Джентиле в честь живописца Джентиле да Фабриано, учителя его отца Якопо. Его матерью была Анна Ринверси из области Марке; в 1429 году в ожидании рождения первого ребёнка она заранее составила завещание в его пользу. Не вполне ясно, кто из детей Беллини был старшим, возможно, первой родилась Никколозия, в 1453 году вышедшая замуж за художника Андреа Мантенью, затем Джентиле и некий Никколо. Некоторые предполагают, что Джованни, всегда указываемый в источниках как младший сын, был сводным братом Джентиле, о чём косвенно свидетельствует его отказ участвовать в завещании Анны Ринверси от ноября 1471 года, когда она, уже будучи вдовой Якопо, организовала передачу его наследства Никколо, Джентиле и Никколозии.
Сведений о юности и ранних этапах творчества художника не сохранилось. В 1460 году вместе с отцом и братом Джентиле писал запрестольный образ в Базилике Святого Антония в Падуе. В 1466 году закончил роспись Скуолы Гранде-ди-Сан-Марко в Венеции, начатую, но не завершённую отцом. Его первая самостоятельная работа — роспись створок органа собора Сан-Марко — датирована 1465 годом. Эти картины существуют до настоящего времени, хотя и в почерневшем состоянии. Они представляют четырёх святых, колоссальных размеров и оформлены с той же суровой строгостью, которая характеризовала падуанскую школу Франческо Скварчоне.
В 1469 году император Фридрих III даровал художнику титул графа-палатина, возможно, после создания его портрета и по случаю его отъезда из Венеции. В 1471 году Джентиле вместе с братом Джованни открыл в Венеции живописную мастерскую. В 1474 году Джентиле Беллини был назначен официальным портретистом дожей, в этой должности он выполнил многочисленные профильные портреты дожей, предназначенные для Зала Совета в Палаццо Дукале (Дворце дожей). Портреты, как и большие монументальные картины дворца, были, однако, уничтожены пожаром 20 декабря 1577 года.
В 1479 году император Фридрих III направил художника в Стамбул с дипломатической миссией к Султану Мехмеду II, который ранее отправил дружественное посольство в Венецию, пригласив дожа посетить его в Константинополе и в то же время просил прислать хорошего художника для работы при его дворе. Пробыв у султана два года в качестве как живописца, так и военного советника, Беллини создал серию картин, в которых пытался соединить эстетику итальянского Возрождения с традициями восточного искусства. Ярким примером подобной попытки служит портрет султана Османской империи Мехмеда II Фатиха и многие другие работы, выполненные в Константинополе. Портрет султана хранится в Национальной галерее в Лондоне и имеет две надписи: справа внизу с датой (25 ноября 1480) и слева внизу с именами «Мехмед» и «Дорогой Беллини». Панно, выдающийся документ взаимоотношений Запада и Востока, на протяжении веков было почти полностью переписано, поэтому авторство Беллини весьма сомнительно: возможно, изображение представляет собой копию или сильно повреждённый оригинал.
Джентиле было оставлено место для продолжения работы в Венеции рядом с братом Джованни (с которым он всегда был в самых тесных дружеских отношениях) в герцогском дворце; и вскоре после 1480 года он начал выполнять свою часть в большой серии картин для Скуолы Гранде ди Сан-Джованни-Евангелиста (Святого Иоанна Евангелиста).
Картины должны были иллюстрировать важную роль Венеции в борьбе между папством и императором Фридрихом Барбароссой и они же связаны со знаменитой реликвией, принадлежащей Скуоле, а именно с предполагаемым фрагментом Истинного креста. Картины были выполнены не фреской на стене, а маслом на холсте (климат Венеции оказывался губительным для настенных росписей). Большая часть картин не пережила пожара 1577 года.
Тем не менее, в Галерее Венецианской академии есть три, которые были написаны между 1490 и 1501 годами. Все они были сильно повреждены и позднее неумело переписаны: «Шествие на площади Сан-Марко» (1496), «Чудо креста, упавшего в канал Сан-Лоренцо» (1500) и «Исцеление Пьетро де Людовичи» (1501).
Последнее произведение Джентиле — «Проповедь святого Марка в Александрии» (Пинакотека Брера), начатая в 1504 году, над которой он работал до самой смерти, оставив ее незавершённой. Картину дописал Джованни Беллини.

## Особенности творчества и художественное влияние
Историк искусства Александр Бенуа считал, что одной из главных особенностей творчества Беллини и двух его учеников и последователей Витторе Карпаччо и Джованни ди Никколо Мансуети является отсутствие «стилистических забот». Эти художники в первую очередь — «летописцы и иллюстраторы эпохи». Не только и не столько художественными достоинствами ценны их работы, но главным образом вдумчивым и взвешенным отношением к окружающей жизни и быту:.

 «В первых своих работах Джентиле ещё падуец. Массивные фигуры стоят в аркадах или истощённые анахореты молятся среди каменной пустыни. Но затем в этюдах, привезённых им из Турции, он становится бесхитростным копировщиком действительности. <…> Это сухой и чёрствый реалист, скорее даже „протоколист“. Его мало заботят и красочные эффекты, но зато с величайшим усердием отмечает он всевозможные чины, участвующие в процессиях, и с ремесленной выдержкой списывает с сановников и прелатов один (вечно профильный) портрет за другим. При этом никакой психологии, никакой эмоции» Александр Бенуа
А. Н. Бенуа, размышляя о последователях школы Джованни Беллини, называл в первую очередь итальянцев Каналетто (Антонио Каналя) и его племянника Бернардо Беллотто. При этом картины мастера XV века кажутся ему «юношескими» работами этих художников из века XVIII-го. В использовании красок и освещения у Беллини чувствуется определённая робость. Например, на его картинах всегда отсутствует солнце, что можно объяснить простым неумением живописца передавать его сияние. Потребовалось более полутора веков, чтобы сформировались манеры и традиции создания городских пейзажей, чтобы подобные картины обрели лёгкость, осветились солнечными лучами или покрылись тьмой грозовых туч.
Современный турецкий писатель Орхан Памук в книге «Другие цвета» приводит историю двух работ Беллини «стамбульского» периода. Первая — портрет маслом султана Мехмеда II Фатиха «Завоевателя». По утверждению автора в Турции этот портрет известен каждому, так как присутствует в учебниках истории, публикуется в периодических изданиях и календарях, на монетах и в глянцевых журналах. Он стал таким же собирательным образом османского падишаха, восточного правителя, как известная фотография Че Гевары — символом революционера. Культ этого портрета сложился по ряду оснований. Во-первых, в исламе издавна существовал запрет на изображение человека, и турецкие художники того периода в принципе не могли сделать ничего подобного. Во-вторых, предпринятая живописцем попытка создать произведение как на основе европейских взглядов эпохи Возрождения, так и с использованием традиций османо-иранской миниатюры, вызвала к жизни творческий шедевр. Старший сын Мехмеда II, отравивший его и занявший престол, распорядился продать портрет отца на обычном рынке. Этот жест Орхан Памук склонен расценивать как символический отказ его страны от художественных достижений Ренессанса, как упущенную возможность развить национальную традицию живописного портрета. Вторая работа — рисунок чернилами и гуашью, на которой изображён юный писарь (согласно Памуку — художник или каллиграф) перед чистым листом бумаги. Некоторые источники утверждают, что позировавший — султан Джем, который в борьбе за власть много лет подвергался преследованиям со стороны своего брата Баязида II. Рисунок был вывезен из страны, вероятно, в качестве дипломатического подарка династии Сефевидов в Тебриз. За много лет странствий по коллекциям правителей востока картина была многократно скопирована местными художниками. В анализе рисунка, проведённом специалистами Музея Изабеллы Стюарт Гарднер (Бостон) — нынешнего владельца произведения, он, вероятно, мог быть создан и использован как наглядное пособие для обучения художников Турции, образец для подражания в рисовании портретов, ранее запрещённых по религиозным соображениям. Например, одна из многих известных копий хранится в Галерее Фрир, Вашингтон.

## Галерея
- Портрет дожа Джованни Мочениго. Между 1478 и 1479. Дерево, темпера. Музей Коррер, Венеция
- Мадонна с Младенцем на троне. Дерево, темпера. Национальная галерея, Лондон
- Чудо креста, упавшего в канал Сан-Лоренцо. 1500. Холст, масло. Галерея Академии, Венеция
- Исцеление Пьетро де Людовичи. 1501. Холст, темпера. Галерея Академии, Венеция
- Шествие на площади Сан-Марко. 1496. Холст, темпера, масло. Галерея Академии, Венеция
- Проповедь святого Марка в Александрии. Начато в 1504. Холст, масло. Пинакотека Брера, Милан
- Пьета. Деталь. 1472. Холст, темпера. Дворец дожей, Венеция